# Altiphylax mintoni
Altiphylax mintoni là một loài thằn lằn trong họ Gekkonidae. Loài này được Golubev & Szczerbak mô tả khoa học đầu tiên năm 1981.